# Yann Sturm
Yann Sturm (* 21. März 2005 in Freiburg im Breisgau) ist ein deutscher Fußballspieler.

## Karriere
Sturm begann mit dem Fußballspielen in seiner Heimatstadt in der Jugend des SC Freiburg. Für den Sport-Club kam er zu 20 Spielen in der B-Junioren-Bundesliga und 18 Spielen in der A-Junioren-Bundesliga, bei denen ihm insgesamt 15 Tore gelangen. Im Sommer 2023 wurde er in den Kader der zweiten Mannschaft in der 3. Liga aufgenommen und kam dort auch zu seinem ersten Einsatz im Profibereich, als er am 20. Dezember 2023, dem 20. Spieltag, bei der 2:4-Auswärtsniederlage gegen den MSV Duisburg in der 32. Spielminute für Bruno Ogbus eingewechselt wurde und zehn Minuten später sein erstes Profitor zum zwischenzeitlichen 1:2-Anschlusstreffer erzielte.
Im Februar 2025 saß Sturm unter Julian Schuster erstmals bei einem Bundesligaspiel auf der Bank, wurde jedoch nicht eingewechselt.
Im Juli 2025 wurde er an den FC Ingolstadt 04 verliehen.